# József Szájer
József Szájer (Sopron, 7 de septiembre de 1961) es un político húngaro.

## Trayectoria
En 1988 fue miembro fundador de Fidesz-Unión Cívica Húngara, y fue elegido diputado de la Asamblea Nacional de Hungría en 1990, manteniendo el escaño hasta 2004. Ese mismo año fue elegido diputado al Parlamento Europeo, en las listas del Partido Popular Europeo. 
Mientras se desempeñaba como eurodiputado, en 2010 Szájer fue nombrado presidente del comité de redacción de la nueva Constitución de Hungría y dirigió el comité consultivo nacional.
En diciembre de 2020 se vio sorprendido en un escándalo. En efecto, en mitad de un confinamiento por la extensión de la enfermedad del COVID-19, el diputado se vio involucrado en Bruselas en una orgía de 25 hombres con drogas sin respetar las medidas elementales contra la pandemia de coronavirus COVID-19. Como consecuencia, el 28 de diciembre de 2020 presentó su dimisión como europarlamentario, que se hizo efectiva el 31 de diciembre del mismo año.

## Otros proyectos
- Wikimedia Commons contiene immagini o altri file su József Szájer

- Datos: Q731042
- Multimedia: József Szájer / Q731042